# اوکولاگودا
اوکولاگودا (به لاتین: Okewelagoda) یک منطقهٔ مسکونی در سری‌لانکا است که در استان جنوبی (سری‌لانکا) واقع شده‌است.